# Homalotylus shuvakhinae
Homalotylus shuvakhinae is een vliesvleugelig insect uit de familie Encyrtidae. De wetenschappelijke naam is voor het eerst geldig gepubliceerd in 2004 door Trjapitzin & Triapitsyn.